# Ma place au soleil
Ne doit pas être confondu avec Une place au soleil.
Pour plus de détails, voir Fiche technique et Distribution.
Ma place au soleil est une comédie dramatique française d'Éric de Montalier sortie le 14 mars 2007 avec Nicole Garcia.

## Synopsis
Jeune, on se dit que rien n'est impossible et que la vie n'est que bonheur. Malheureusement, la réalité est souvent plus complexe. Trois couples et un célibataire partagent le même enthousiasme, mais ils vont vite se rendre compte de leurs erreurs. L'amour et le calme vont pourtant leur faciliter la tâche.

## Fiche technique
- Titre original : Ma place au soleil
- Titre anglais : My Place in the Sun
- Réalisateur : Éric de Montalier
- Scénariste : Éric de Montalier
- Producteur : Bruno Levy
- Compositeurs : Jean-Michel Bernard et Lalo Zanelli
- Directeur de la photographie : Chicca Ungaro
- Monteur : Juliette Welfling
- Directeur du casting : Stéphane Foenkinos
- Directeur de la production : Daniel Bevan
- Format : couleur - 35 mm
- Langue : français
- Genre : comédie dramatique
- Durée : 105 minutes
- Année de production : 2007
- Date de sortie : 
  -  France : 14 mars 2007
  -  Allemagne : 8 février 2007

## Distribution
- Nicole Garcia : Odile
- Jacques Dutronc : Gérard
- André Dussollier : Pierre
- François Cluzet : Paul
- Valeria Golino : Sandra
- Gilles Lellouche : Franck
- Élodie Bouchez : Julie
- Mélanie Doutey : Véronique
- Éric de Montalier : Cédric
- Hippolyte Girardot : François
- Thomas Jouannet : Christophe
- Jérôme Kircher : l'homme en noir
- Sacha Bourdo : Pipo
- Stéphanie Sokolinski : Sabine
- Yves Verhoeven : Jean-Pierre
- Aymen Saïdi : le cycliste
- Gabrielle Lazure : la patronne
- Catherine Hosmalin : la dame aux chocolats
- Daniel Vérité : le père de Sabine